# Pissodes nemorensis
Pissodes nemorensis là một loài côn trùng trong họ Curculionidae. Loài này được Germar miêu tả khoa học đầu tiên năm 1824.
Đây là loài gây hại của các cây trong chi Cedrus, phát triển phổ biến ở Nam Phi.